# Кастриш
Кастриш (романш. Castrisch, нем. Kästris, [kɐˈʃtʁiʃ]о файле) — деревня и бывшая коммуна в Швейцарии, в кантоне Граубюнден. 1 января 2014 года вместе с коммунами Иланц, Ладир, Лувен, Питаш, Рушайн, Риайн, Шнаус, Севгайн, Дувин, Пиньиу, Руэун и Сиат вошла в состав новой коммуны Иланц-Глион.
Население составляло 396 человек на 2011 год.
Входит в состав региона Сурсельва (до 2015 года входила в округ Сурсельва).
Официальный код — 3571.
На выборах в 2007 году наибольшее количество голосов получила Швейцарская народная партия (37,9 %), за Христианско-демократическую народную партию Швейцарии проголосовали 17,5 %, за Социал-демократическую партию Швейцарии — 28,4 %, за Свободную демократическую партию — 12,1 %.

## Географическое положение
До слияния площадь Кастриша составляла 7,2 км². 40,8 % площади составляли сельскохозяйственные угодья, 51,3 % — леса, 3,3 % территории заселено.

## История
Кастриш впервые упоминается в 765 году как Castrices. Название коммуны произошло от латинского слова castrum, которым называли крепостную стену, расположенную на месте церкви Святого Георга. Коммуна получила дворянские права в 1538 году. Станция железной дороги открылась в 1903 году.

## Население
На 2011 год население Кастриша составляло 396 человек (51 % мужчин, 49 % женщин). На 2000 год 48,5 % жителей говорило на романшском языке, 48,1 % — на немецком, 1,2 % — на испанском. 12,9 % населения были в возрасте до 9 лет, 16,0 % — от 10 до 19 лет, 9,5 % — от 20 до 29 лет, 14,3 % — от 30 до 39 лет, 19,7 % — от 40 до 49 лет, 8,0 % — от 50 до 59 лет, старше 60 лет было 19,6 % населения. На 2005 год в Кастрише уровень безработицы составлял 1,27 %.
| 1850 | 1900 | 1930 | 1950 | 1990 | 2000 | 2011 |
| ---- | ---- | ---- | ---- | ---- | ---- | ---- |
| 469  | 469  | 375  | 362  | 337  | 412  | 396  |